# Miss agent especial
Miss agent especial (títol original: Miss Congeniality) és una pel·lícula australo-estatunidenca dirigida per Donald Petrie, estrenada el 2000. Ha estat doblada al català.
Va sortir una continuació l'any 2005: Miss Congeniality 2: Armed and Fabulous.

## Argument
Grace, agent de l'FBI, és de tot excepte "graciosa"; i no obstant això ella ha estat designada amb la finalitat de fer-se passar per Miss New Jersey i així infiltrar-se en el concurs de Miss Estats Units per a frustrar els plans d'un misteriós terrorista que amenaça de fer saltar una bomba el dia de l'elecció.

## Repartiment
- Sandra Bullock: Gracie Hart
- Michael Caine: Victor Melling
- Benjamin Bratt: Eric Matthews
- Candice Bergen: Kathy Morningside
- Heather Burns: Cheryl Frasier, Miss Rhode Island
- Ernie Hudson: Harry McDonald
- William Shatner: Stan Fields
- Ken Thomas: l'agent Harris
- Melissa De Sousa: Karen Krantz, Miss Nova York
- Steve Monroe: Frank Tobin
- Deirdre Quinn: Mary Jo Wright, Miss Texas
- Wendy Raquel Robinson: Leslie Davis, Miss California
- Eric Ian Goldberg: Alan
- John DiResta: l'agent Clonsky
- Jessica Holcomb: Beth Carter
- Jimmy Graham: Scott
- Catenya McHenry: el director de l'emissió
- Georgia Foy: Lori Emerson-Summers
- Asia De Marcos: Alana Krewson, miss Hawaii
- Cody Linley: el noi del flashback
- LeeAnne Locken: Kelly Beth Kelly, Miss Nebraska
- amb la participació de Danielle foxxx (actriu transgènere)

## Premis i nominacions

### Premis
- Teen Choice Awards 2001: millor comèdia i millor actriu per a Sandra Bullock

### Nominacions
- Golden Globus 2001: 
  - Globus d'Or a la millor actriu musical o còmica per a Sandra Bullock
  - Globus d'Or a la millor cançó original per a One in té milió de Bosson
- Premis Satellite 2001: millor actriu per a Sandra Bullock

## Crítica
- "Una fantasia escapista comercial i hollywoodienc (...) divertida i intencionada"[3]
- Té alguns moments entretinguts, gràcies sobretot a la mateixa Bullock, que està sorprenentment glamurosa"[4]
- Jonathan Foreman: New York Post
- "Els acudits són fluixos, el plantejament és estúpid i Bullock resulta irritant"[5]
- "Un altre fallit vehicle per la sempre enèrgica Sandra Bullock"[6]